# Auferstehungskirche (Ludwigsburg)

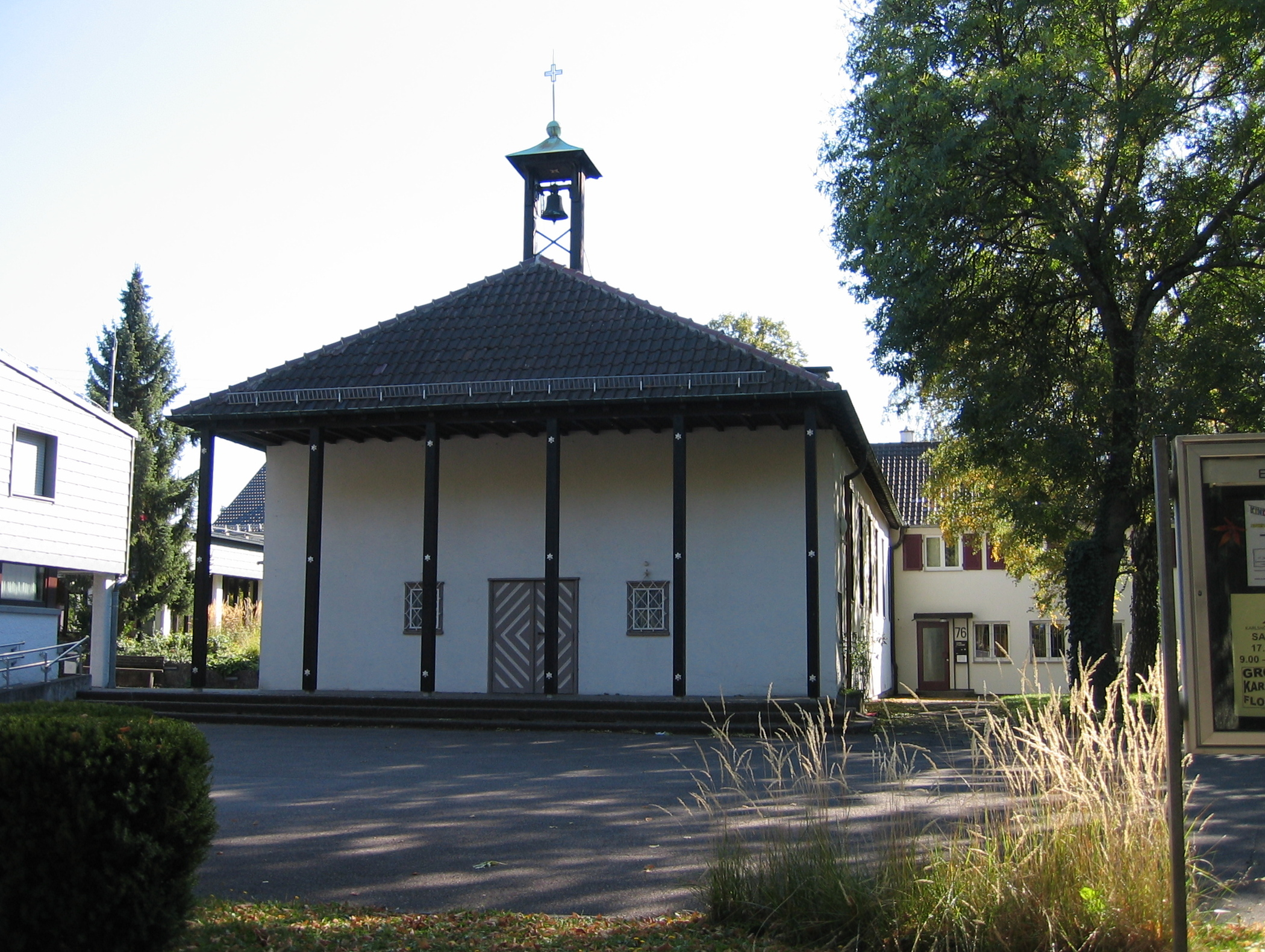
Auferstehungskirche Ludwigsburg

Die evangelische Auferstehungskirche in Ludwigsburg wurde 1934 als provisorische Holzkirche von dem Ludwigsburger Architekten Hermann Gabler erbaut und war zunächst eine weitere Predigtstelle der Stadtkirche Ludwigsburg. Die Kirche der gleichnamigen Gemeinde im evangelischen Dekanat Ludwigsburg ist ein Kirchengebäude der Evangelischen Landeskirche in Württemberg.
Durch den Zustrom von Flüchtlingen musste sie 1952 erweitert werden und erhielt so ihre heutige Form. 
Das einfache rechteckige Gebäude ist mit einem Walmdach bedeckt, das über der Eingangsfront weit vorspringt und dort von sechs Stützen getragen wird, so dass eine Art offene Vorhalle entsteht. Der schlichte Saalbau mit fünf Fensterachsen strahlt durch die Holzverkleidung im Innern eine besonders heimelige Atmosphäre aus. Im vorderen Bereich ist im rechten Winkel das Gemeindehaus angebaut. Auf dem Dachfirst im hinteren Teil der Kirche sitzt ein kleiner Dachreiter, in dem eine Glocke hängt.
Das Fenster im Altarraum gestaltete Walter Kohler. Es zeigt Szenen aus dem Leben Jesu. Die Künstlerin Inge Wanner schuf zwei Triptychen.
Auf dem Gelände der Auferstehungskirche befand sich früher das Depot der 1926 eingestellten Ludwigsburger Oberleitungs-Bahnen, danach diente es noch einige Jahre lang als Abstellfläche für die Omnibusse der Ludwigsburger Verkehrslinien.